# 緑色の獣
「緑色の獣」（みどりいろのけもの）は、村上春樹の短編小説。

## 概要
| 初出     | 『村上春樹ブック』（「文學界」1991年4月臨時増刊） |
| 収録書籍 | 『レキシントンの幽霊』（文藝春秋、1996年11月）    |

村上によれば執筆時期は1990年秋頃。「氷男」とふたつ一緒に書いた記憶があるという。
80年代末から90年代初頭にかけて、村上は女性が主人公の短編小説を集中的に書いた。「眠り」（1989年）、「加納クレタ」（1990年）、「ゾンビ」（1990年）、「氷男」（1991年）などである。本作「緑色の獣」も同様に女性が主人公の物語である。

### 英訳
| タイトル | The Little Green Monster                             |
| 翻訳     | ジェイ・ルービン                                     |
| 初出     | 『The Elephant Vanishes』（クノップフ社、1993年3月） |

## あらすじ
夫がいつものように仕事に出ると、「私」にはもうやることがなかった。窓辺の椅子に座り、庭にある一本の椎の木を眺める。
どれくらい長くそこに座っていたのかわからないが、あたりがすっかり暗くなったころ、椎の木の根元の地面がもそもそと盛り上がった。地面は割れ、尖った爪のようなものが姿を見せた。そして穴の中からもそもそと緑色の獣が這い出てきた。獣は鼻の先を細くして、それをドアの鍵穴に突っ込み、鍵を開けた。
獣は言った。
「ねえ奥さん、奥さん、私はここにプロポーズに来たですよ。わかるですか？ 私は深い深いところであなたのことを想つておつたんですよ。それで我慢がきかなくなつて、ここに這い上がつてきたたたですよ。」